# Chinaschilf
Chinaschilf (Miscanthus sinensis), auch irrtümlicherweise unter dem Namen Elefantengras bekannt, ist eine ausdauernde Pflanzenart aus der Familie der Süßgräser (Poaceae). Sie stammt aus Ostasien (China, Japan, Korea).

## Beschreibung
Miscanthus sinensis charakterisiert sich durch eine schilfartige Wuchsform, bildet dichte bis lockere Horste aus und erreicht Höhen zwischen 80 und 200 (selten 300 bis 400) Zentimeter. Die Pflanzen bilden ein horizontal wachsendes, kurzes Rhizom aus, das daran ansetzende Wurzelsystem kann in Abhängigkeit von der Bodenbeschaffenheit bis in eine Tiefe von 2,5 m vordringen.
Die unverzweigten, festen Halme haben einen Durchmesser von 3 bis 10 Millimeter, die Knoten können kahl oder leicht behaart sein. Die am Ansatz des Stängels sowie am Stängel entlang wechselständig stehenden Blätter zeigen die für C4-Pflanzen charakteristische aufrechte Blattstellung, die eine maximale Lichtaufnahme ermöglicht. Die Blattscheide kann kahl oder filzig behaart sein. Die 18 bis 75 Zentimeter lange und 0,3 bis 2 (bis 4) Zentimeter breite Blattspreite ist linealisch und flach, vom Ansatz her verjüngt sie sich oder ist breit abgerundet und läuft spitz zu. Die Mittelrippe steht hervor, die Ränder sind rau oder glatt. Die 0,5 bis 4 Millimeter lange Ligula ist bewimpert.

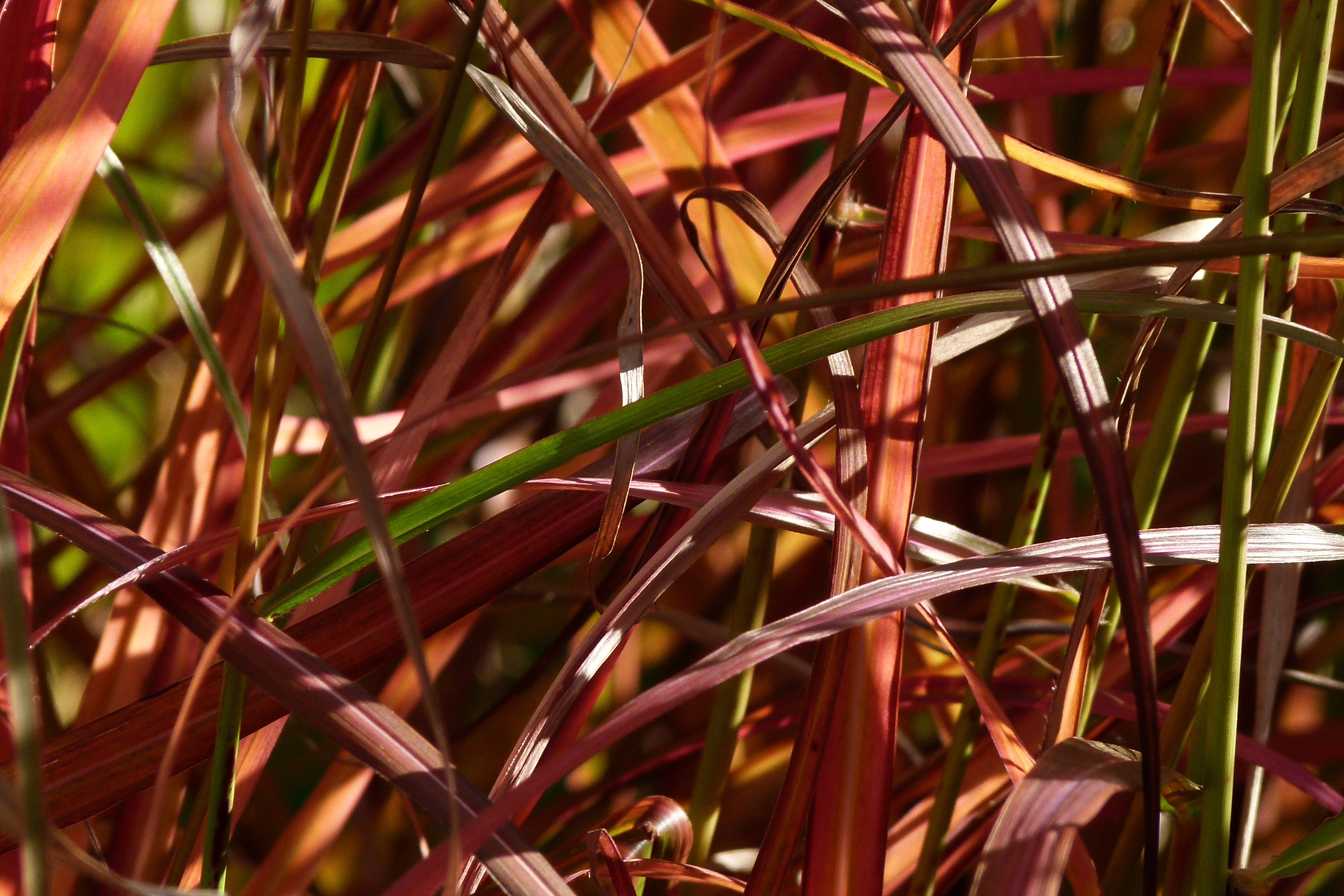
Miscanthus sinensis 'Ferner Osten', Blätter

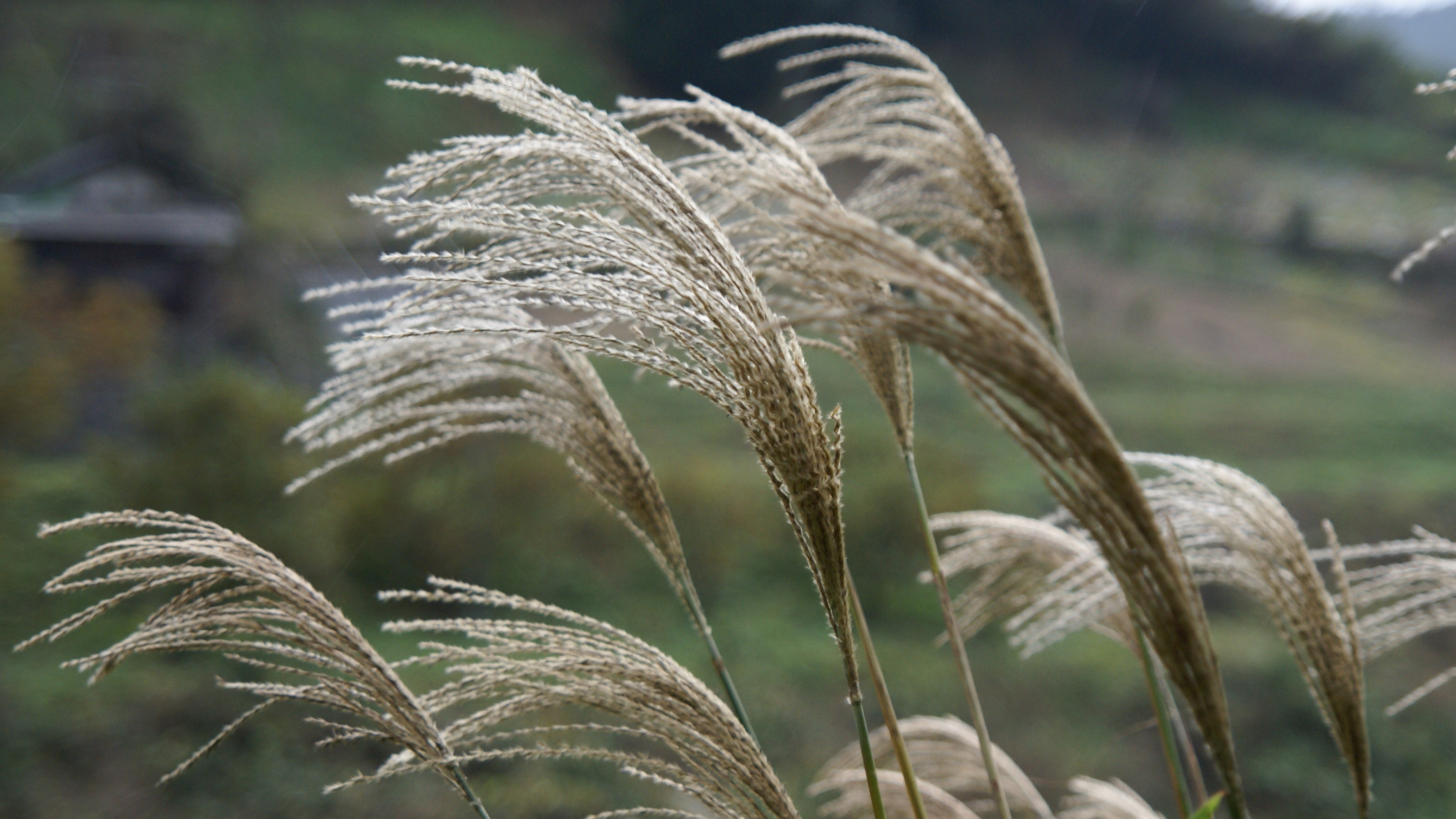
Blütenstände

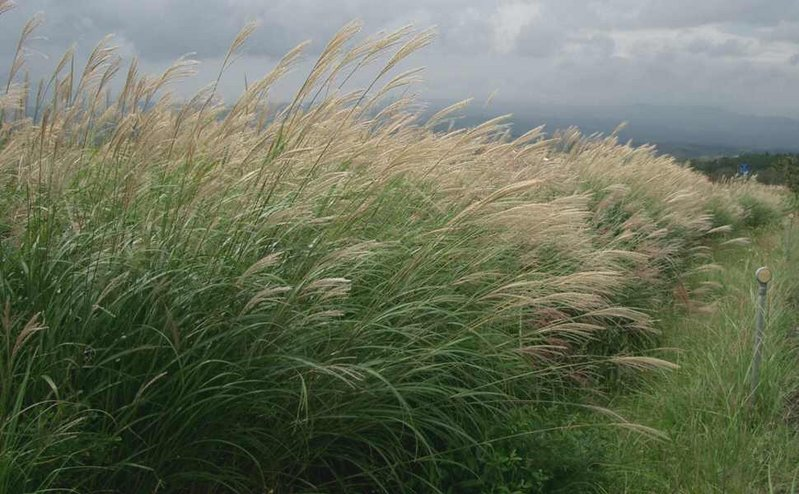
Chinaschilf im Bestand

Der Blütenstand ist eine 20 bis 36 (ab 10) Zentimeter lange, annähernd kahle bis filzig behaarte Rispe, die Blütenstandsachse ist 6 bis 16 Zentimeter lang. Die einzelnen Trauben (deren Zahl insbesondere bei Sorten deutlich variieren kann) sind 10 bis 40 (4 bis 100) Zentimeter lang und erreichen einen Durchmesser von 10 bis 30 (ab 8) Zentimeter, die Internodien der Rhachis sind kahl und glatt bis schwach rau, ihre Knoten behaart. Die unteren Blütenstiele sind 0,5 bis 1,5 Millimeter lang, die oberen 1,5 bis 4 Millimeter.
Die auf ungleich langen Ährchenstielen sitzenden, paarweise angeordneten Ährchen sind filzig behaart bis kahl, ahlenförmig und 4 bis 6,5 Millimeter lang. Sie werden von den 5 bis 8 Millimeter langen Kallushärchen überragt, die annähernd gleichgeformten, häutigen Spelzen sind fünfnervig, spitz zulaufend, 4 bis 6,5 Millimeter lang und rückseitig kahl bis behaart, die Spitzen und der obere Rand sind behaart. Die unteren Deckspelzen sind lanzettlich und durchscheinend, 3,5 bis 4 Millimeter lang, an der Spitze und den Rändern behaart, sonst kahl, eine Nervatur fehlt. Die oberen Deckspelzen gleichen ihnen, erreichen aber nur eine Länge von 2,5 bis 3,5 Millimeter. Die Grannen sind 4 bis 12 Millimeter, die oberen Vorspelzen sind 1 bis 2 Millimeter lange Schuppenblätter. Die drei Staubbeutel sind rund 2,5 Millimeter lang.
Die elliptische Karyopse ist mit einer Länge von 2,2 mm, einer Dicke von 0,9 mm und einer Tausendkornmasse von 300 bis 950 mg typisch für windausgebreitete Pflanzen.
Die Chromosomenzahl beträgt 2n = 40 oder 46.

## Verbreitung und Habitat
Chinaschilf kommt ursprünglich von Indonesien und den Philippinen bis China, Korea, Japan und Russlands Fernem Osten vor. Es ist in weiten Teilen Chinas sowie in Japan und Korea auf Berghängen, an Küsten sowie weiteren Standorten in Höhenlagen unter 2000 Meter weitverbreitet. In Nord- und Südamerika, in Europa, Ägypten, Kleinasien und Neuseeland kommt es eingeführt vor.
Die ökologischen Zeigerwerte nach Landolt et al. 2010 sind in der Schweiz: Feuchtezahl F = 3 (mäßig feucht), Lichtzahl L = 4 (hell), Reaktionszahl R = 3 (schwach sauer bie neutral), Temperaturzahl T = 4+ (warm-kollin), Nährstoffzahl N = 4 (nährstoffreich), Kontinentalitätszahl K = 4 (subkontinental).
In den USA haben sich als Zierpflanzen eingeführte Arten unkontrolliert durch Samen ausgebreitet und sind daher bereits 20 Jahre nach der Einführung als invasiv eingestuft worden. Besonders in den Zonen der gemäßigten Breiten der Atlantikküste, konnten sie sich ausbreiten; bekämpft werden sie am effektivsten mit glyphosathaltigen Herbiziden.

## Ökologie
In den Ursprungsländern sind etwa 40 Arten Schmetterlinge bekannt geworden, die das Chinaschilf als Wirtspflanze besuchen, die meisten davon aus Gattungen der Hesperiidae und Nymphalidae.
Miscanthus verfügt über den sogenannten C4-Metabolismus, eine unter bestimmten Umweltbedingungen besonders effiziente Form der Photosynthese; daher zeichnet sich die Pflanze, verglichen mit den C3-Pflanzen, unter bestimmten klimatischen Bedingungen durch eine besonders hohe Biomasseleistung aus.

## Taxonomie und Systematik
Miscanthus sinensis wurde 1855 durch Nils Johan Andersson in Öfversigt af Kongl. Vetenskaps-Akademiens Forhandlingar S. 166 erstbeschrieben. Die Art gilt als sehr variabel, daher kam es zur Beschreibung vieler Untertaxa und heute als synonym verstandener Arten. Synonyme sind: Miscanthus condensatus Hack., Saccharum japonicum Thunb., Miscanthus transmorrisonensis Hayata.
Man kann 2 Unterarten unterscheiden:
- Miscanthus sinensis subsp. purpurascens (Andersson) Tzvelev
- Miscanthus sinensis Andersson subsp. sinensis.

## Verwendung
In den Ursprungsgebieten war das Chinaschilf als Rohstoff für Matten und Flechtwerk zum Sicht- und Windschutz sowie als Futterpflanze bekannt. Seit den 1950er Jahren wird es neben Miscanthus sacchariflorus in Europa als Zierpflanze kultiviert. Es existieren zahlreiche Sorten, die Verwendung in der Gartengestaltung finden, wie 'Strictus', 'Ferner Osten' und 'Malepartus'. 

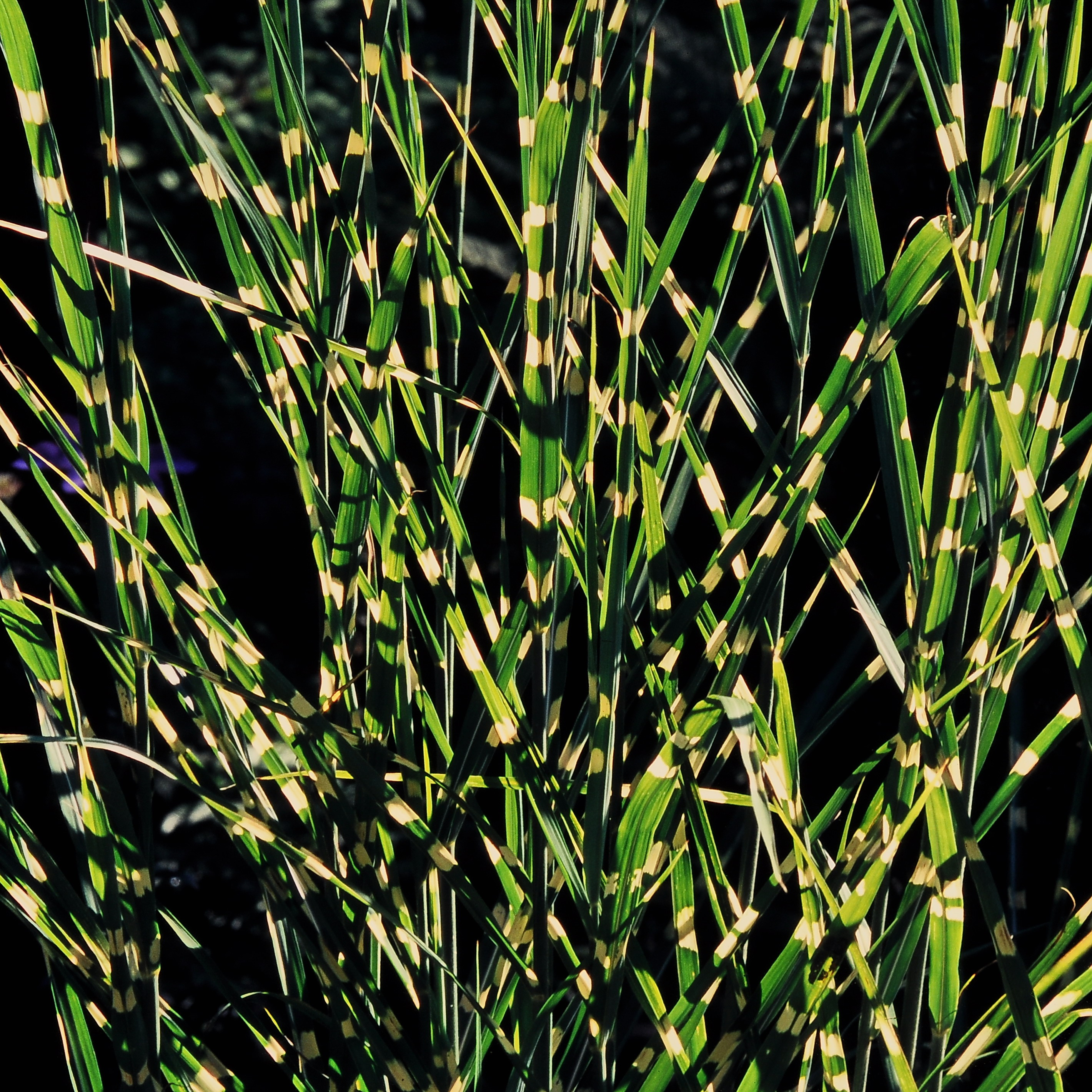
Miscanthus sinensis 'Strictus'
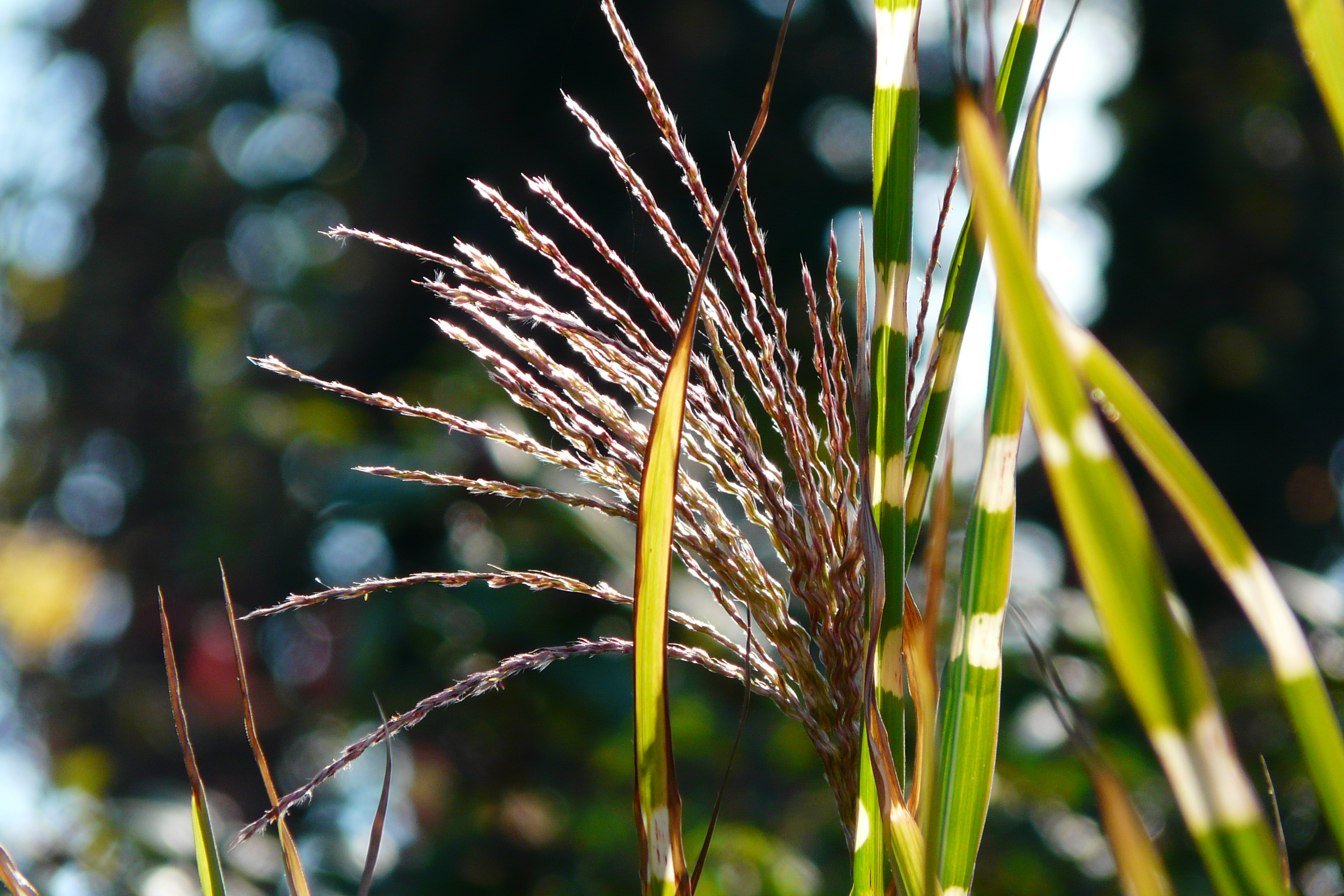
Miscanthus sinensis 'Strictus', Blüte
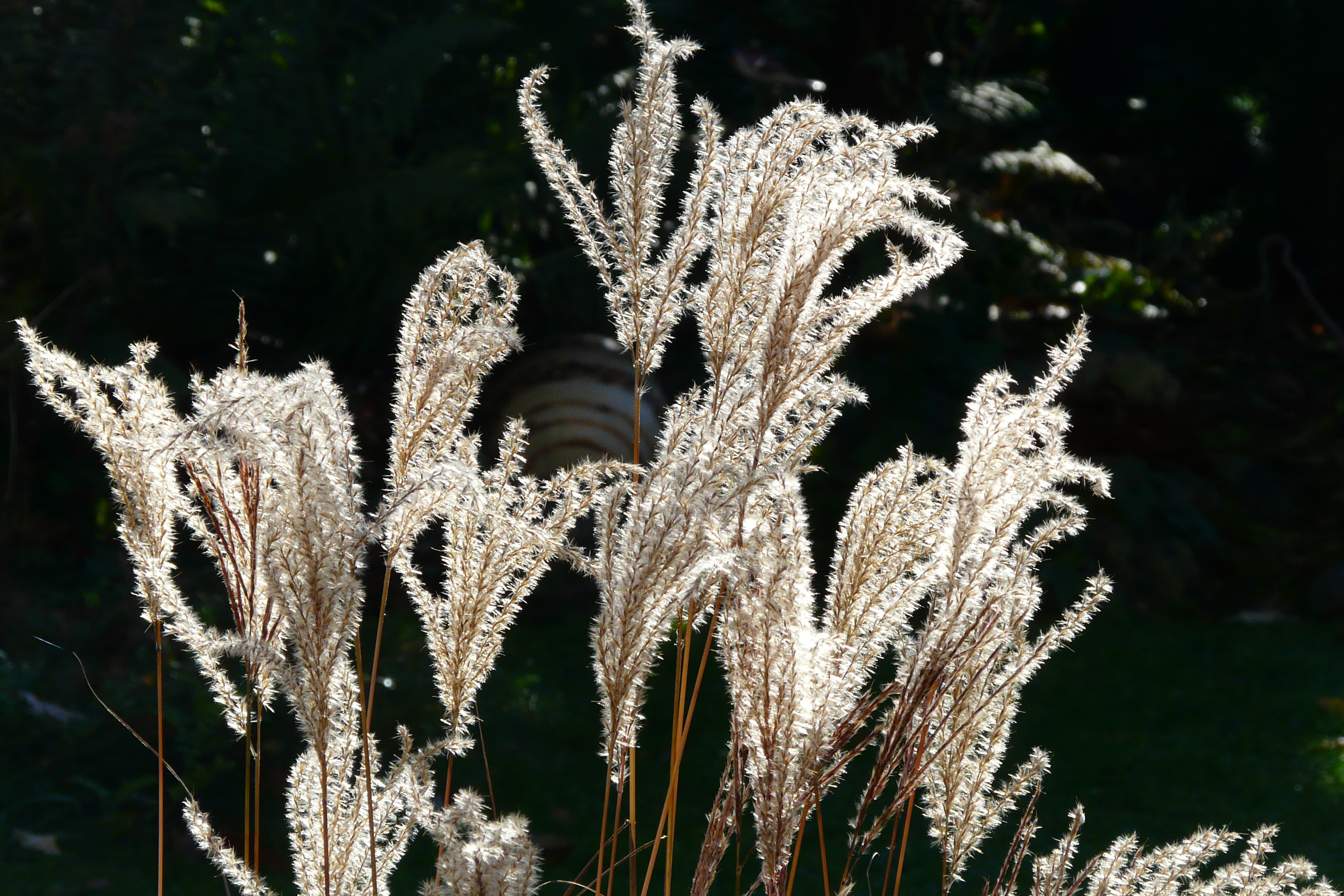
Miscanthus sinensis 'Ferner Osten', Blüte
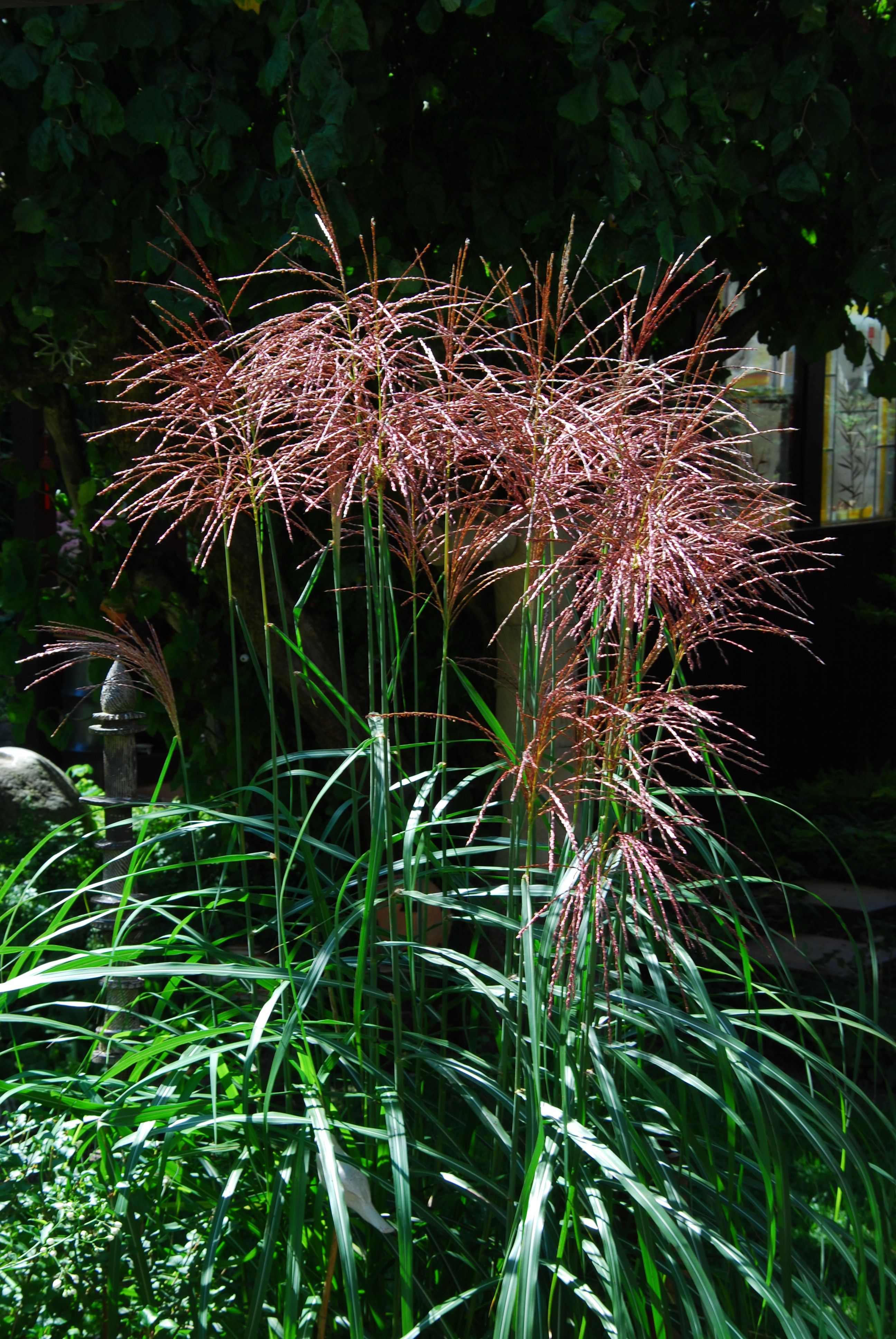
Miscanthus sinensis 'Malepartus', beginnende Blüte

Bereits 1935 wurde eine spezielle starkwüchsige Sorte, das Riesen-Chinaschilf (Miscanthus × giganteus Hodkinson & Renvoize, Syn.: Miscanthus × longiberbis (Hack.) Nakai), eine Kreuzung aus dem Chinaschilf mit Miscanthus sacchariflorus, von Japan über Dänemark nach Mitteleuropa eingeführt, das auch im europäischen Raum Wuchshöhen von bis zu vier Metern erreichen kann und deshalb seit dem Ende der 1970er Jahre vermehrt als nachwachsender Rohstoff zur energetischen und stofflichen Nutzung angebaut wird.